# Flügelaltar von Schloss Tirol

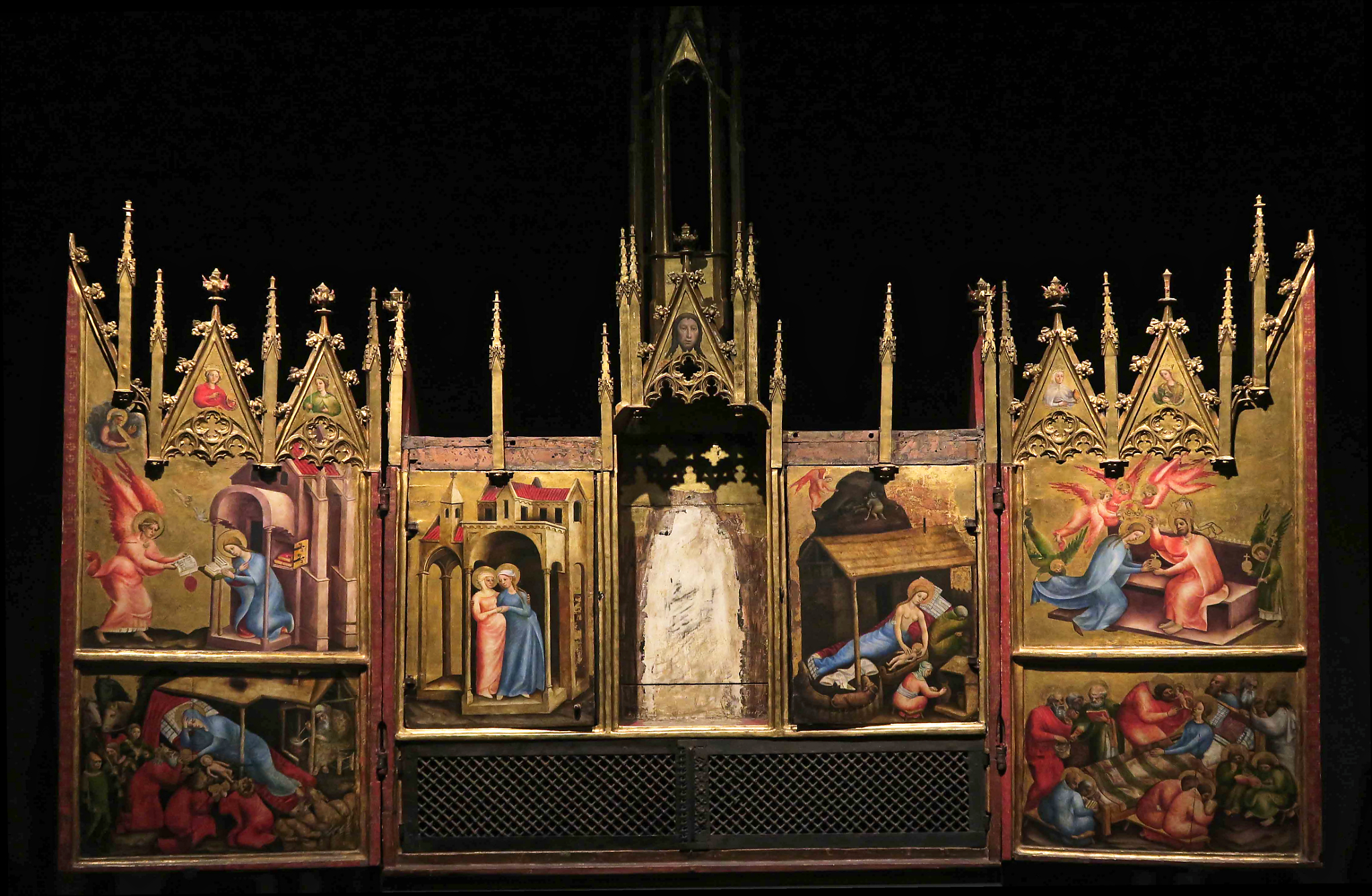
Vorderansicht des Flügelaltars von Schloss Tirol

Der Flügelaltar von Schloss Tirol gilt als der älteste fast vollständig erhaltene Flügelaltar des Alpenraums. Er entstand 1370/72 für die dem hl. Pankratius geweihte Oberkapelle der landesfürstlichen Residenz Schloss Tirol bei Meran. Der Altar ist ein Werk des Wiener Hofmalers Meister Konrad. Seine Höhe beträgt 2,49 Meter. Wenn die Flügel geöffnet sind, ist er 2,79 Meter breit.
Bis 1809 befand sich der Flügelaltar auf Schloss Tirol. Seit 1942 steht der Altar dauerhaft im Tiroler Landesmuseum Ferdinandeum in Innsbruck. Als Meisterwerk gotischer Kunst und als Dokument der Tiroler Landesgeschichte wird der Flügelaltar von Schloss Tirol seit Februar 2017 im Ferdinandeum als umfassendes Forschungsprojekt in einem separaten Ausstellungsraum des Museums präsentiert. In der Oberkapelle von Schloss Tirol ersetzt eine von der Künstlergruppe Unika aus Gröden geschaffene originalgetreue Replik den historischen Flügelaltar.

## Geschichte des Altars

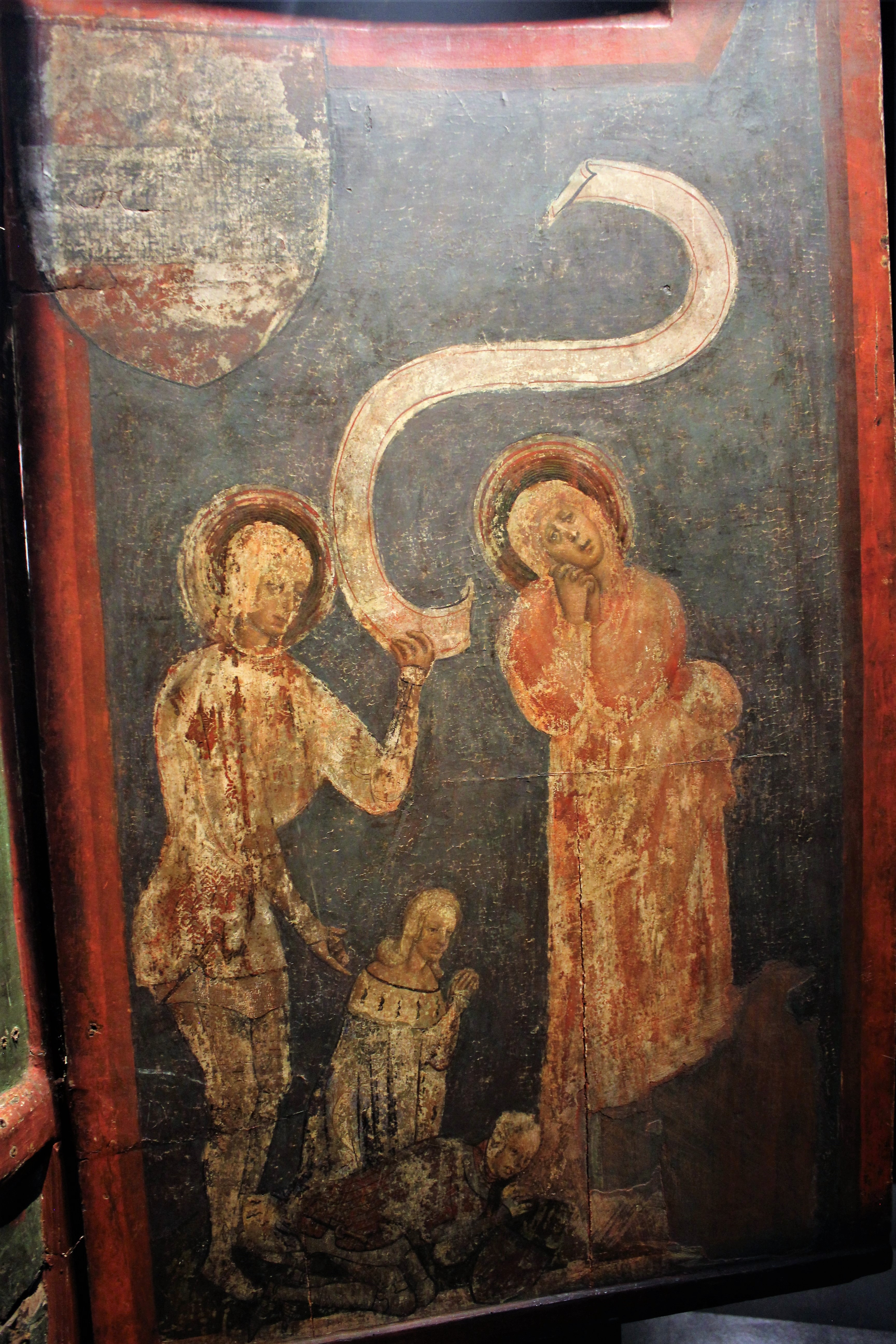
Linke Flügelaußenseite: Österreichisches Wappen und Stifter Leopold III. kniend mit seiner Frau

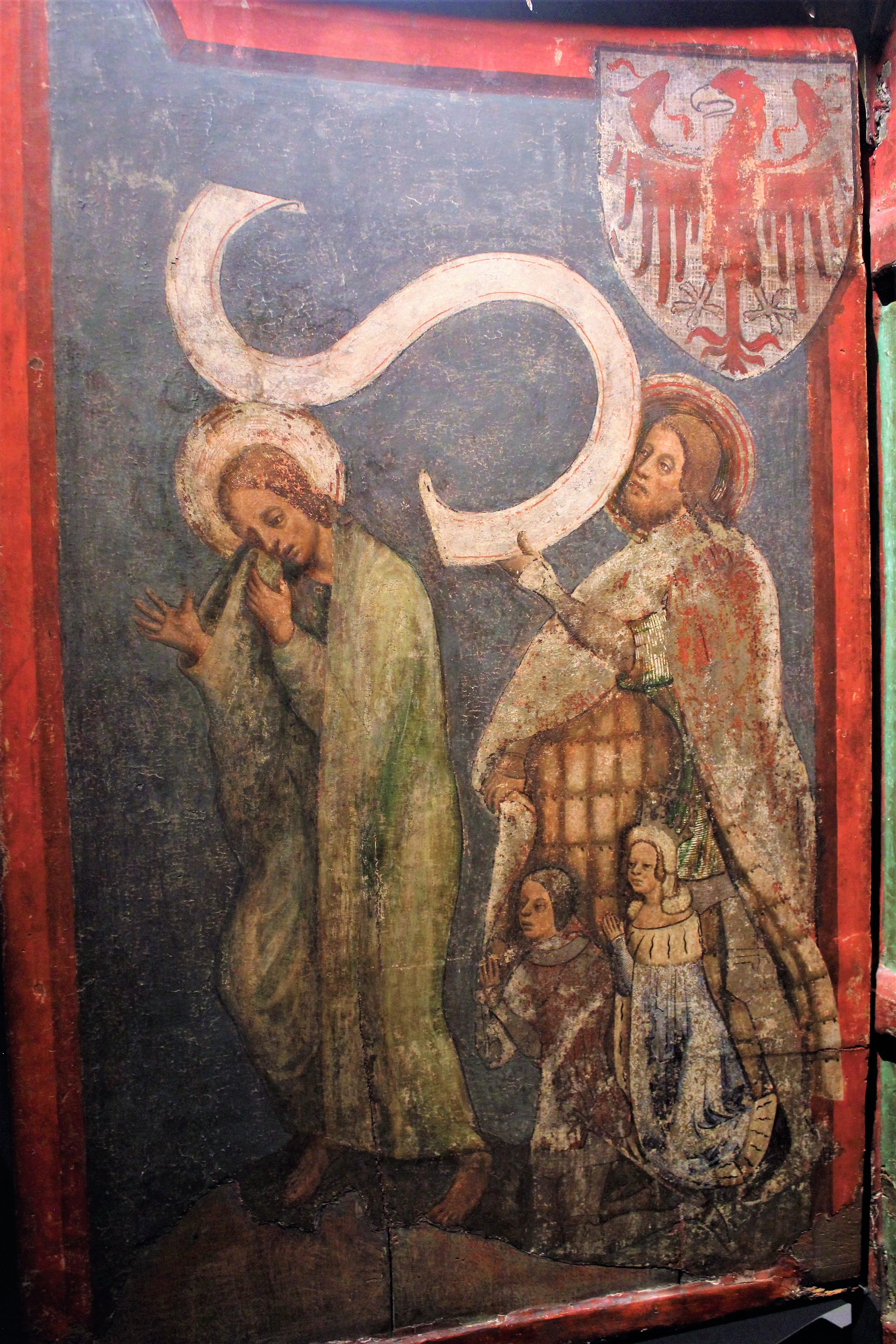
Rechte Flügelaußenseite: Tiroler Adler und Stifter Albrecht III. kniend mit seiner Frau

### Künstler und Herstellungszeit
Entstanden ist der Altar in den Jahren 1370/72. Als sein Schöpfer gilt der aus Wien stammende Hofmaler Meister Konrad, der in dieser Zeit in Meran lebte und dort tätig war. Urkundlich wird er erst von 1379 bis 1406 erwähnt, zumeist als „Konrad im Tiergarten“.
Anlass für den Auftrag war das Ende eines Konflikts zwischen den damaligen Herrschern von Bayern und von Österreich. 1369 starb Margarete von Tirol, genannt „Maultasch“. In der Folge beendeten die Herzogtümer Bayern und Österreich im Frieden von Schärding ihren Streit um die Landesherrschaft über Tirol. Somit war der Anspruch des Hauses Habsburg gesichert. Die beiden habsburgischen Brüder Herzog Albrecht III. und Herzog Leopold III. unternahmen 1370 eine gemeinsame Huldigungsreise nach Tirol und stifteten einen Altar als Dankesgabe. Der Standort des Altars war symbolisch: die Kapelle von Schloss Tirol, des Stammsitzes und der Residenz der Grafen von Tirol. Dort diente er als Hausaltar und wurde möglicherweise auch als Feldaltar auf Kriegszügen mitgeführt.

### 19. Jahrhundert
Bei einem Besuch auf Schloss Tirol im Jahr 1804 präsentierte der damalige Schlosshauptmannschaft-Verwalter Johann Georg von Goldrainer Erzherzog Johann die beiden Flügel des Altars. Der Erzherzog fand Gefallen an den biblischen Darstellungen. Die heraldische Rückseite war damals mit roter Farbe zugestrichen und wurde erst später freigelegt. 1809, als Tirol ein Teil Bayerns war, überließ Goldrainer die Gemälde dem Hochkommissär von Hormayr in Meran als Präsent an Erzherzog Johann, als Beweis der „Anhänglichkeit an das österreichische Kaiserhaus“. Wegen politischer Wirren konnte die Kiste mit den Altarflügeln nicht nach Wien gesandt werden, sondern wurde von Bayern zurückgehalten. Erst 1813 erhielt Erzherzog Johann die Gemälde vom Maler Johann Anton Klapeer. Am 4. August 1814 bedankte sich Erzherzog Johann bei Johann Georg von Goldrainer und kündigte eine Restaurierung an.
Der Meraner Bürgermeister Joseph Valentin Haller ließ im Oktober 1826 die restlichen Teile des Flügelaltars an das neue Tirolische Nationalmuseum, das Ferdinandeum, in Innsbruck überführen. Er vermerkte, dass der Altar bisher vernachlässigt worden sei. Aus Wien gelangten die beiden Altarflügel 1827 als Geschenk des Erzherzogs an das Ferdinandeum. In den damaligen Museumsräumen im k.k. Lyzealgebäude (heute Universitätsstraße) wurde der Altar vermutlich für kurze Zeit präsentiert.
1828 verkaufte ihn der Vorstand des Museums an das Stift Wilten. Er schmückte in der Folge die Kirche St. Bartlmä. Erst 1938 gelangte er wieder ins Ferdinandeum. Aus konservatorischen Gründen überließ Abt Heinrich Schuler das „Hauptstück der Kunstsammlungen des Stiftes“ dem Museum. In den Kunstgeschichtlichen Sammlungen des Tiroler Landesmuseums Ferdinandeum wird der Altar heute als Leihgabe des Stiftes Wilten geführt.

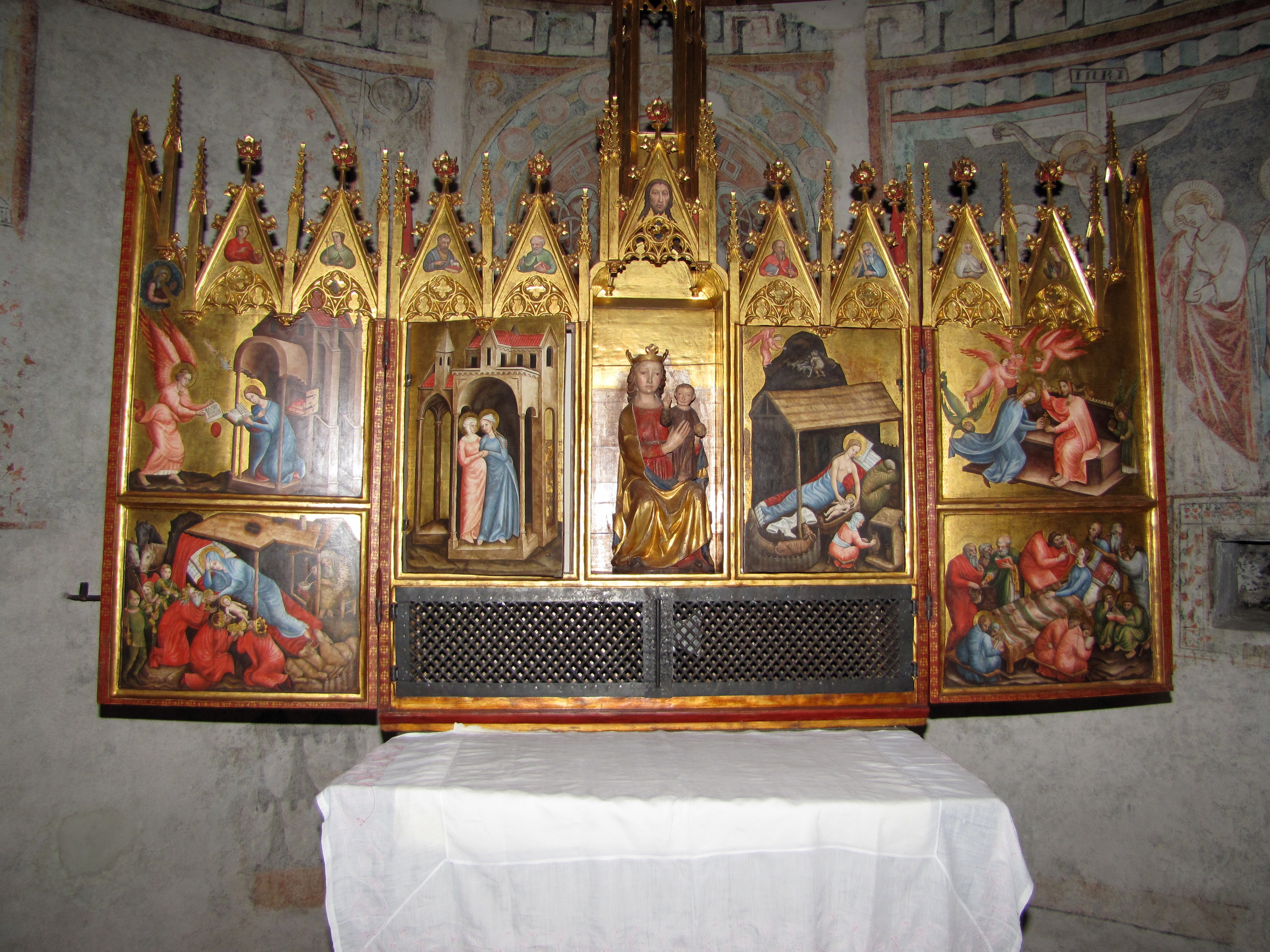
Replikat des Altars in der Kapelle von Schloss Tirol

### 20. Jahrhundert
Unter der Leitung des Konservators Gregor Hurst wurde der Altar ab 1939 in der Restaurierungsanstalt der Alten Pinakothek in München restauriert. Die Innenseiten waren bis dahin mit Ölmalereien des 19. Jahrhunderts übermalt. Die Außenseiten wurden erstmals freigelegt. Als die Restaurierungsarbeiten im Mai 1942 abgeschlossen waren, befürchtete man schwere Luftangriffe auf München. Der Konservator Hurst versicherte den Flügelaltar bei der Aachener und Münchener Feuer-Versicherungs-Gesellschaft, Direktion für die Ostmark, Landesgeschäftsstelle Innsbruck, auf 200.000 Reichsmark für den Transport. Am 30. Mai 1942 dürfte der Rücktransport erfolgt sein.
1978 sollte der Altar von Schloss Tirol für eine Ausstellung über Kaiser Karl IV. auf die Nürnberger Burg entlehnt werden. Der Restaurator des Bayerischen Nationalmuseums empfahl jedoch dem Abt von Wilten, wegen konservatorischer Bedenken auf einen Transport zu verzichten. Auch weitere Standortwechsel kamen gemäß der Neufassung des Leihvertrags zwischen dem Prämonstratenserstift und dem Museum nicht infrage. So verblieb der Altar auch über das Tiroler Gedenkjahr 1984 hinaus, als der Landeshauptmann Eduard Wallnöfer eine Übergabe an das Land Südtirol prüfen ließ, in Innsbruck. Der Direktor des Ferdinandeums teilte mit:

„Die Bedeutung des Altares ergibt sich daraus, dass er von den Habsburgern 1370/72 zum Dank für die Erwerbung des ganzen Tirols – nicht nur Südtirols – gestiftet wurde. Er ist ein historisches und künstlerisches Dokument ersten Ranges. Die gleichzeitige Urkunde der Erwerbung Tirols befindet sich schließlich auch im Tiroler Landesarchiv. […] Es ist undenkbar, dass das Bundesdenkmalamt, das über diese Kunstobjekte zu verfügen hat und bei geringfügigen Kunstwerken eine Ausfuhr verbietet, bei diesem zentralen Objekt eine Ausfuhr zustimmen würde, da es seine Glaubwürdigkeit verlieren würde.“

Ebenso ließ der Abt des Stiftes den Südtiroler Kulturlandesrat Anton Zelger wissen, dass er nicht bereit sei, den Altar über die Staatsgrenze nach Italien zu geben.
Nachdem eine Entlehnung des Altars auf Schloss Tirol zur gemeinsamen Tiroler Landesausstellung 1995 wiederum scheiterte, finanzierte die Stiftung der Südtiroler Sparkasse ab 1998 eine Kopie des Altares für die Schlosskapelle.

## Beschreibung

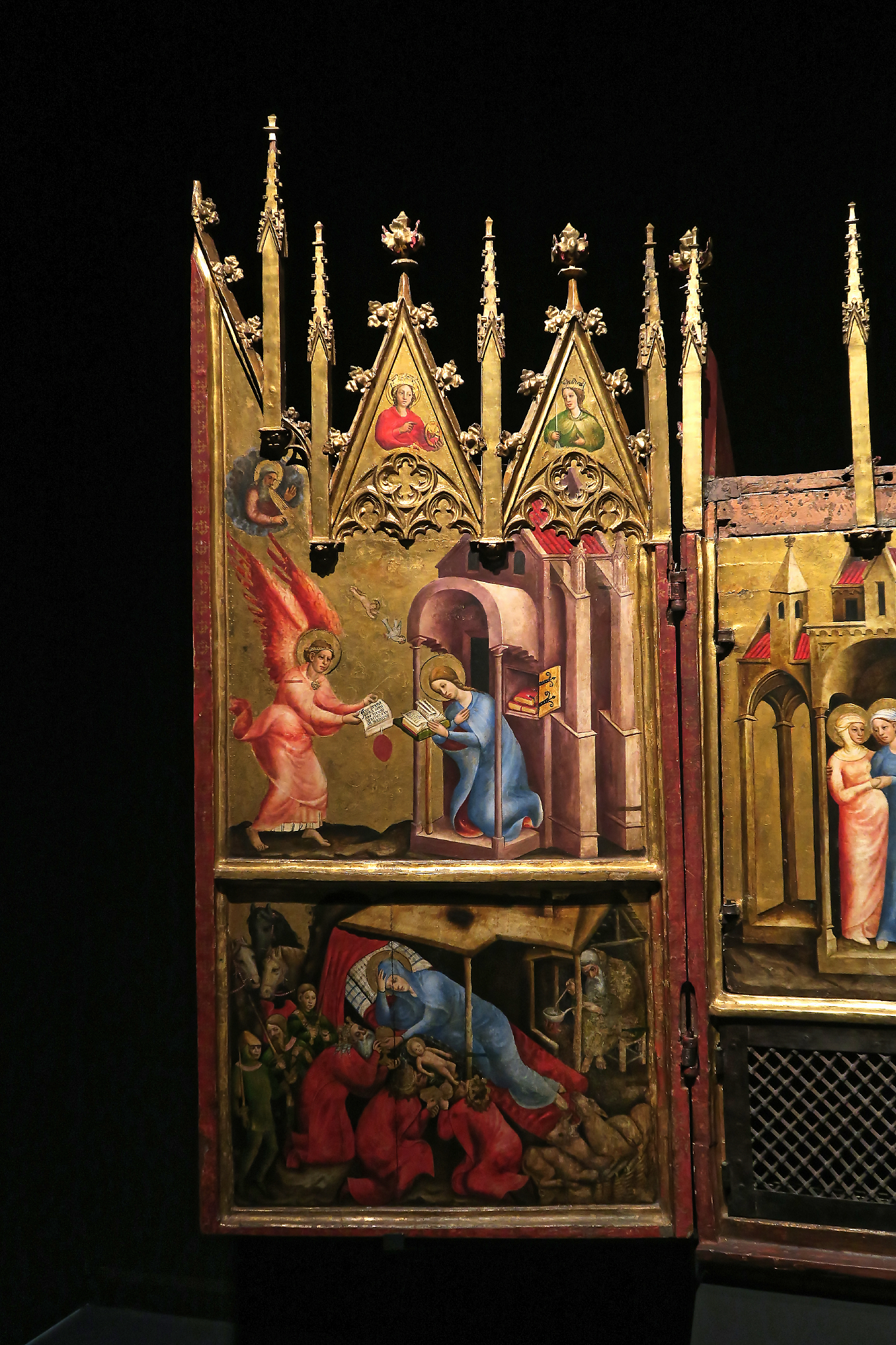
Linker Altarflügel

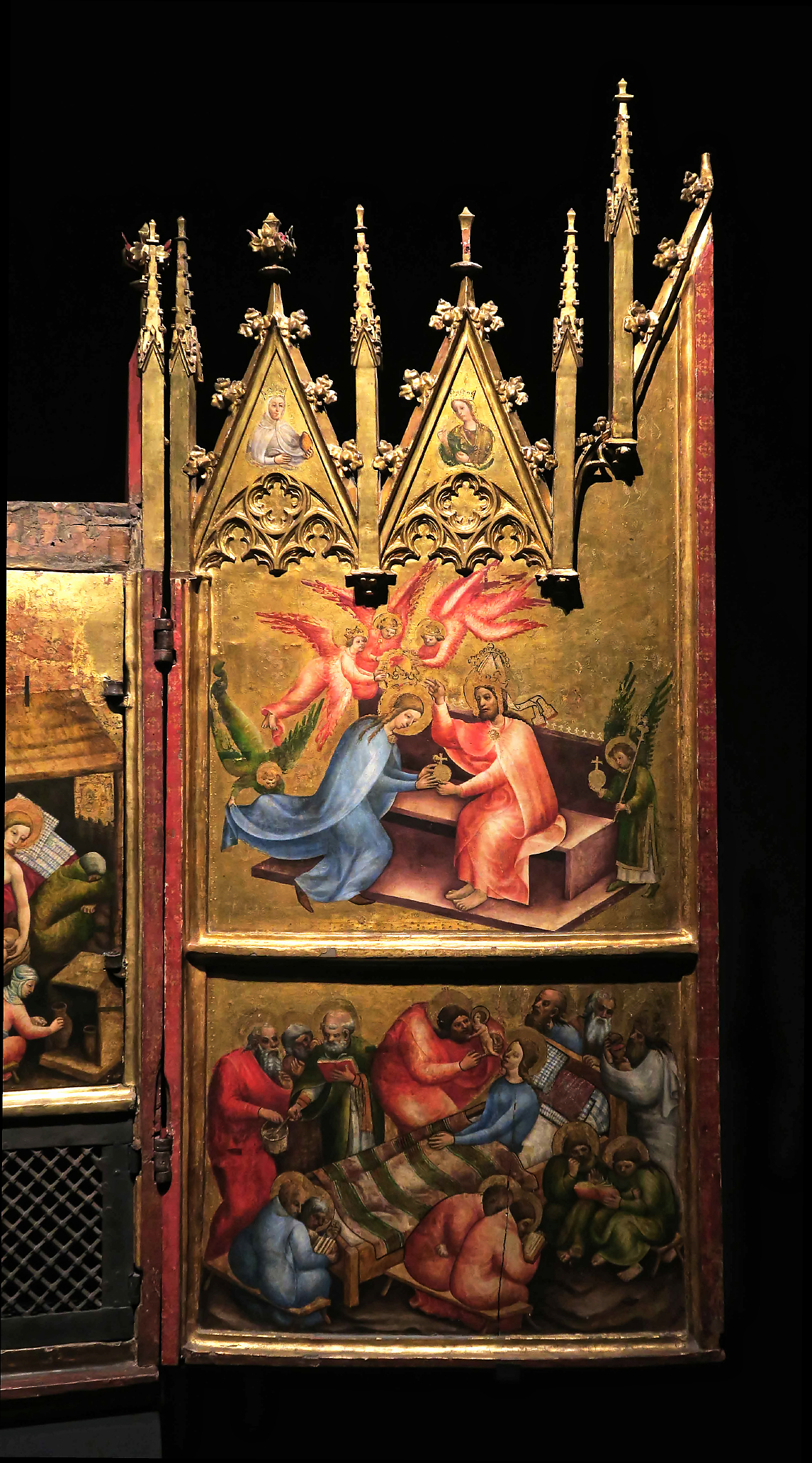
Rechter Altarflügel

Der Altar zeigt in geöffnetem Zustand einen Marienzyklus, beginnend mit der Verkündigung am linken Flügel oben. Der Zyklus setzt sich fort an den Nischenflügeln mit Szenen von der Heimsuchung und der Geburt Christi, dann mit der Anbetung der Könige wieder am linken Flügel sowie abschließend am rechten Flügel mit dem Tod und der Krönung der Muttergottes. Es sind insgesamt sechs Altarbilder, die das Leben Mariens erzählen. In den Wimpergen befinden sich die Brustbilder der Heiligen Katharina, Ursula, Margarete und Elisabeth. In der leeren Mittelnische stand ursprünglich eine Skulptur, die verloren gegangen ist. Sie bildete das Zentrum des Flügelaltars. Es wird angenommen, dass es eine sitzende Madonna mit Kind war.
Auffallend sind auch kulturgeschichtliche Details wie zum Beispiel ein Apostel, der sich beim Lesen eines Buches eine Nietbrille vor die Augen hält. Die Darstellung dieser Sehhilfe gilt als eine der ältesten in Europa. Interessant sind ebenso die Ausschmückungen der Szenenbilder. Im Verkündigungsbild schwebt der Erzengel Gabriel mit Urkunde und Siegel hernieder und kündigt Maria die Geburt ihres Sohnes an, hinter einer weißen Taube einherschwebend ist Jesus bereits als kleines Knäblein sichtbar. Die Bilder erzählen detailreich vom profanen Leben der Menschen um 1370. Sichtbar sind zum Beispiel auch die Muster der damaligen Bettwäsche. Nach der Geburt Jesu ruht sich Maria mit entblößtem Oberkörper auf einer Liegestatt aus und stützt ihr Haupt auf ein Kissen mit blau-weiß-kariertem Farbmuster. Joseph macht oben am Bettende ein Schläfchen, während er beim Besuch der Könige am Fußende auf einem Hocker vor einem Herd sitzt und einen Brei für die Wöchnerin bereitet.
Bei geschlossenen Flügeln zeigt der Altar Maria und Johannes, deren Klagegesten sich auf ein ursprünglich über die Fuge gehängtes, plastisches Kruzifix beziehen. Zudem sind an den Flügelaußenseiten die Stifter und deren Wappen sowie Stifterfiguren dargestellt. Die habsburgischen Herzöge Leopold III. und Albrecht III. mit ihren Gemahlinnen sind Hinweis auf die Entstehung des Altars im Zusammenhang mit der seit 1363 bestehenden Anbindung Tirols an das Haus Habsburg. Der Tiroler Adler auf der rechten Flügelaußenseite ist eine der ältesten farbigen Darstellungen des Tiroler Wappens. Er diente als Vorbild für das 1983 eingeführte Wappen des Landes Südtirol.

## Forschungsprojekt

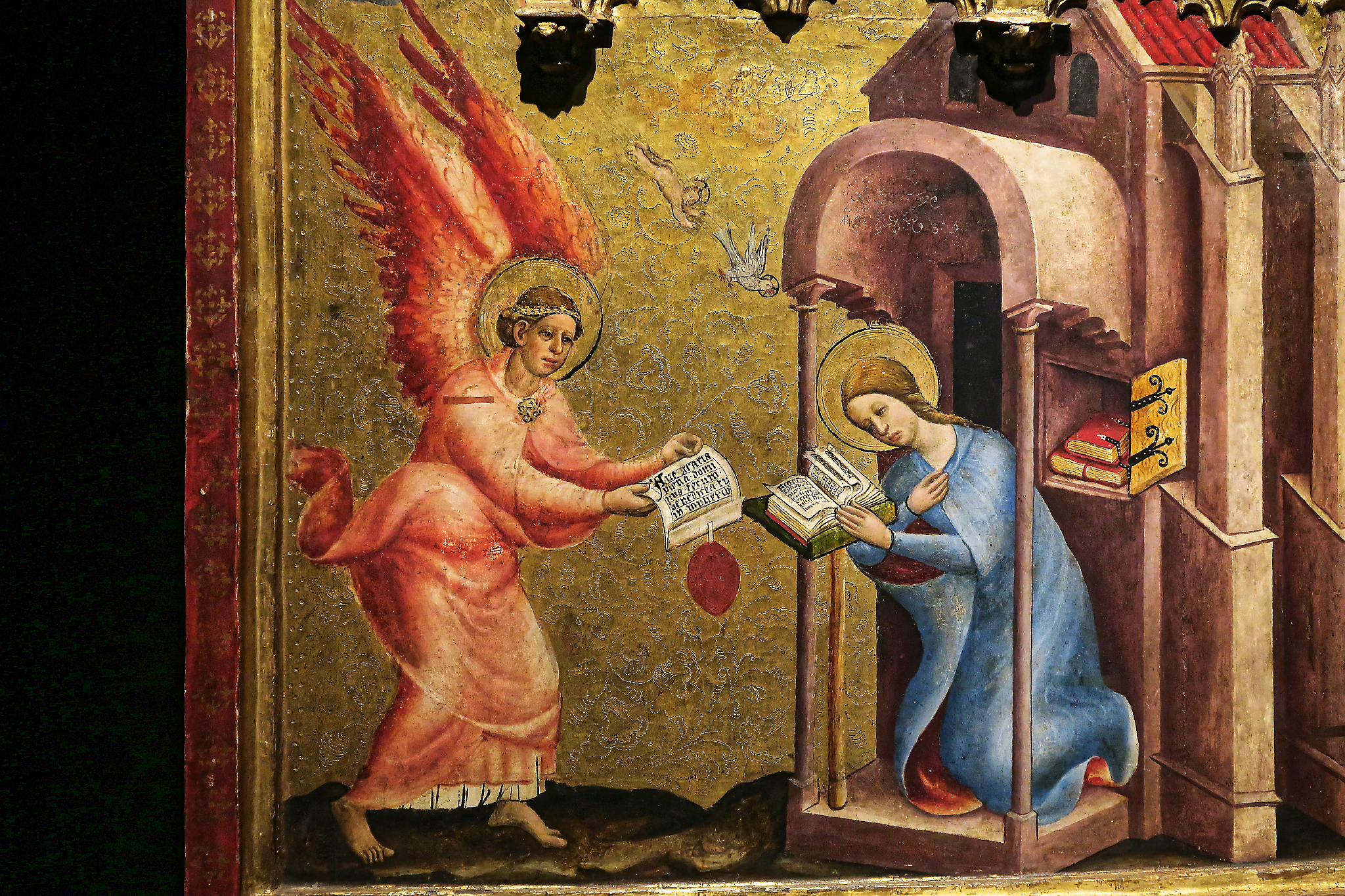
Mariä Verkündigung

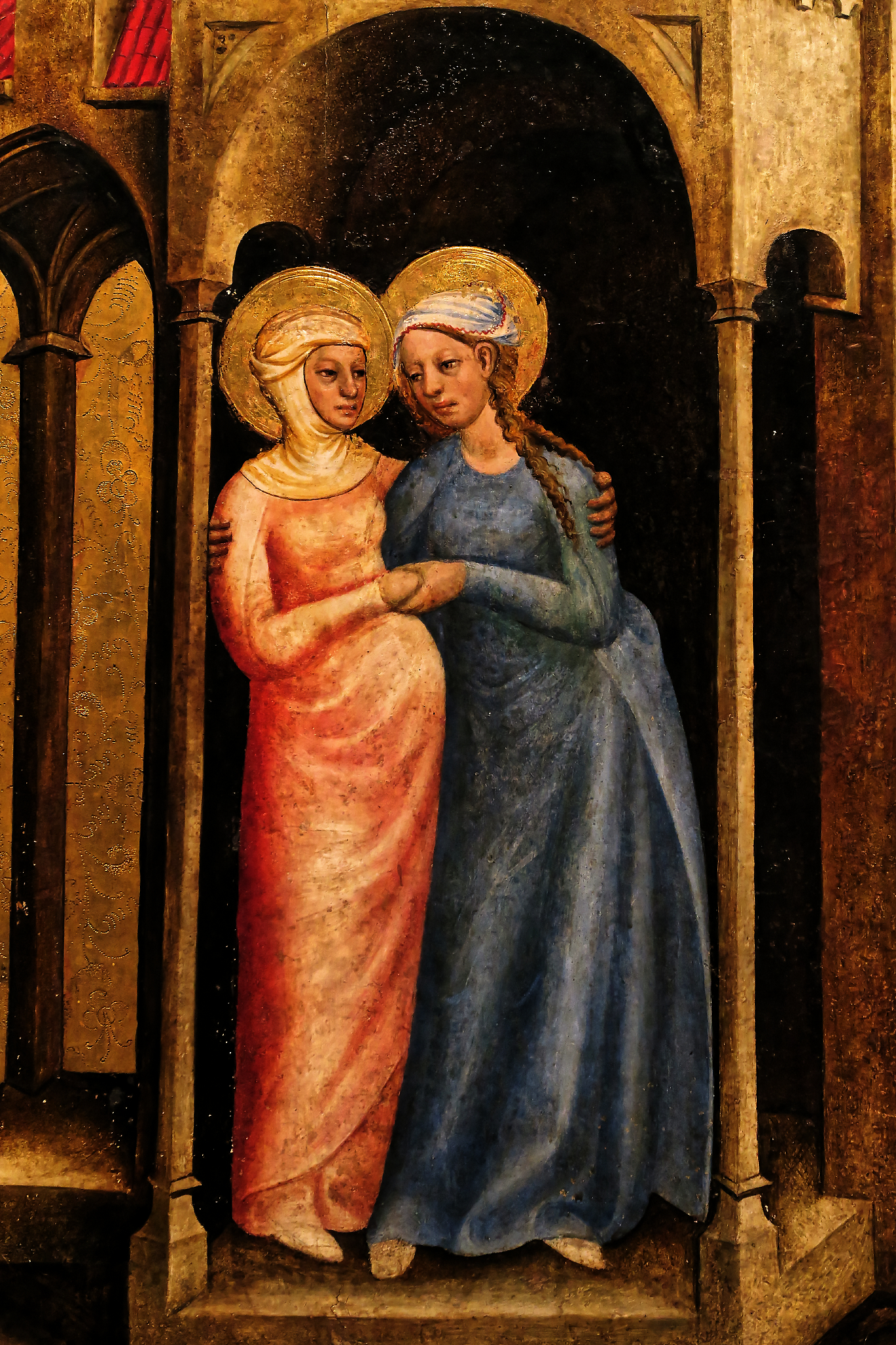
Mariä Heimsuchung

### Grundlagen
Im April 2016 initiierten die Tiroler Landesmuseen das „Forschungsprojekt Flügelaltar von Schloss Tirol“. In Zusammenarbeit mit dem österreichischen Bundesdenkmalamt sollen durch moderne kunsttechnologische Untersuchungsmethoden neue Erkenntnisse zur materiellen Zusammensetzung und Entstehungsgeschichte des Altars gewonnen werden. Eine gute Basis für die wissenschaftlichen Arbeiten am und über den Flügelaltar ist die bislang einzige umfassende Monografie zum Altar, die 1948 von Vinzenz Oberhammer, dem vormaligen Kustos des Tiroler Landesmuseums Ferdinandeum, verfasst wurde. Bis zum Jahr 2010 befasste sich die Forschung vor allem mit den biblischen und liturgischen Aspekten des Altars, seinem Bildprogramm und der wechselvollen Geschichte seiner Provenienz. Die Erforschung des Altars geschieht in interdisziplinärer Zusammenarbeit von Historikern, Kunsthistorikern, Kunsttechnologen und Naturwissenschaftlern.

### Ziele des Forschungsprojekts
Am Beginn des Forschungsprojekts stand zunächst im Frühjahr 2016 die Bestandserfassung des Altars. Die Wissenschaftler wollten herausfinden, wie der Altar entstanden ist und was seine konstruktiven Elemente sind. Dazu wurden Röntgenaufnahmen des Objekts angefertigt. Im nächsten Schritt wurde ein 3D-Modell des Altars erstellt. Dabei zeigte sich, dass das ganze Gebilde aus einer einfach genagelten Kiste ohne konstruktive Holzverbindungen besteht und dass die unteren Profilleisten an beiden Seitenflächen des Altarschreins später hinzugefügt wurden. In der nächsten Phase soll die Oberfläche mittels UV- sowie hochauflösender Infrarotaufnahmen untersucht werden, um etwas über die spezifische Maltechnik des Meisters zu erfahren. Mit Stereomikroskop untersuchen die Wissenschaftler Farbschichten, Vergoldungen, Versilberungen und Punzierungen. Ein Hauptanliegen ist es, herauszufinden, wie der Altar ursprünglich ausgesehen haben mag. Als Abschluss ist ein Konzept zur Konservierung des sakralen Kunstwerks geplant, nach dem der Altar restauriert und konserviert werden soll. Für diese Projektphase wollen sich die Fachleute bis 2022 Zeit nehmen. Bis es so weit ist, will das Tiroler Landesmuseum die Besucher, aber auch interessierte Wissenschaftler am Projektgeschehen teilhaben lassen. In einem neu geschaffenen abgedunkelten Raum werden der Altar und die Arbeit an ihm präsentiert. Der Flügelaltar steht frei im Raum und ist so beleuchtet, dass er von allen Seiten betrachtet werden kann.